# Protothelenella xylina
Protothelenella xylina är en lavart som beskrevs av Helmut Mayrhofer och Josef Poelt. Protothelenella xylina ingår i släktet Protothelenella, och familjen Protothelenellaceae. Enligt den finländska rödlistan är arten otillräckligt studerad i Finland. Arten har ej påträffats i Sverige. Artens livsmiljö är naturskogar.